# Рольсторф
Рольсторф (нім. Rohlstorf) — громада в Німеччині, розташована в землі Шлезвіг-Гольштейн. Входить до складу району Зегеберг. Складова частина об'єднання громад Трафе-Ланд.
Площа — 19,68 км2. Населення становить 1237 ос. (станом на 31 грудня 2020).

## Галерея

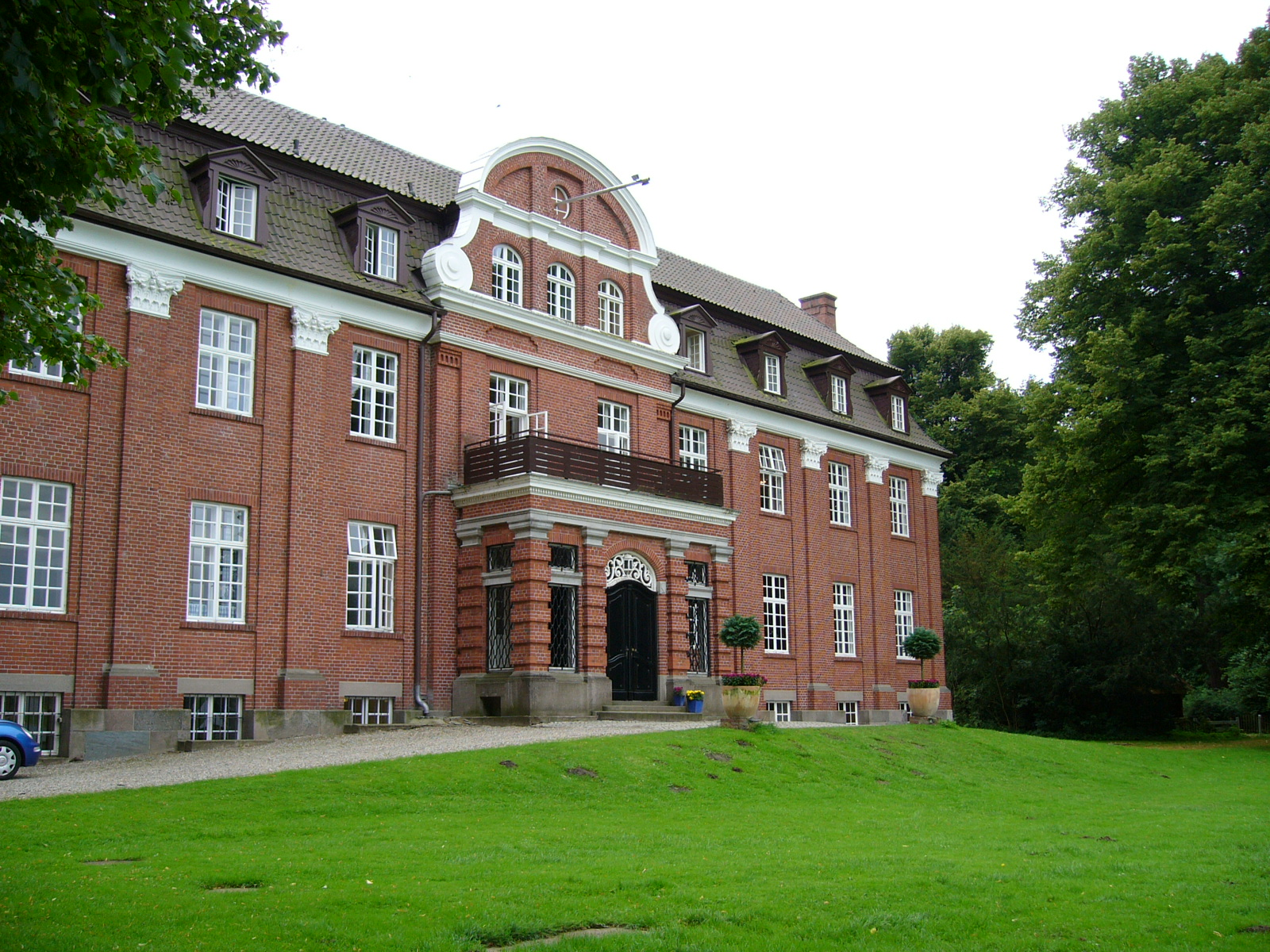